# PetroVietnam
Le Vietnam National Oil and Gas Group (vietnamien : Tập đoàn Dầu khí Quốc gia Việt Nam,  ou PVN) est la compagnie pétrolière nationale du Viêt Nam.
La marque commerciale est PetroVietNam.

## Histoire et activités
Le groupe a été créé en 1975 et est propriété du gouvernement vietnamien. Ses activités sont verticalement intégrées et comprennent la production, le transport, le raffinage et la commercialisation de pétrole et de gaz naturel sur l'ensemble du Viêt Nam. Le groupe s'est depuis développé à l'étranger, avec des activités d'exploration en Malaisie, en Indonésie, en Mongolie et en Algérie, et de production en Irak et en Malaisie.

## Filiales
En 2020, les filiales de Petrovietnam sont :
1. Petrovietnam Exploration Production Corporation (PVEP)
2. Dung Quat Shipbuilding Industry Company Limited (DQS)
3. PetroVietnam Gas Joint Stock Corporation (PV Gas)
4. PetroVietnam Drilling & Well Services Joint Stock Corporation (PV Drilling)
5. PetroVietnam Technical Service Joint Stock Corporation (PTSC)
6. PetroVietnam Transportation Joint Stock Corporation (PV Trans)
7. Public Joint Stock Commercial Bank (PVcomBank)
8. PetroVietnam Construction Joint Stock Corporation (PVC)
9. PetroVietnam Fertilizer and Chemicals Joint Stock Corporation (PVFCCo)
10. PetroVietnam Petrochemical and Textile Fiber Joint Stock Company (PVTEX)
11. Joint Venture "Vietsovpetro"
12. PetroVietnam Camau Fertilizer Joint Stock Company (PVCFC)
13. Petrovietnam Phuoc An Port Investment and Operation Join Stock Company
14. PetroVietnam Oil Corporation - Joint Stock Company (PV Oil)
15. PetroVietnam Power Corporation - Joint Stock Company (PV Power)
16. Binh Son Refining and Petrochemical Joint Stock Company (BSR)

## Actionnaires
Au début 2020, les actionnaires de PetroVietnam sont :
| #  | Actionnaire                                | Actions       | %       |
| -- | ------------------------------------------ | ------------- | ------- |
| 1  | Gouvernement du Viêt Nam                   | 1 832 835 900 | 95,8 %  |
| 2  | Dragon Capital Management Co. Ltd.         | 5 226 614     | 0,27 %  |
| 3  | Norges Bank Investment Management          | 4 476 657     | 0,23 %  |
| 4  | Capital Asset Management Co., Ltd.         | 4 253 507     | 0,22 %  |
| 5  | Seafarer Capital Partners LLC              | 3 544 250     | 0,19 %  |
| 6  | Daiwa Asset Management                     | 3 100 254     | 0,16 %  |
| 7  | Sumitomo Mitsui DS Asset Management        | 2 600 491     | 0,14 %  |
| 8  | JPMorgan Asset Management (Singapore) Ltd. | 1 900 070     | 0,099 % |
| 9  | William Blair Investment Management LLC    | 1 042 830     | 0,054 % |
| 10 | Asset Management One Co., Ltd.             | 591 426       | 0,031 % |